# Proteómica

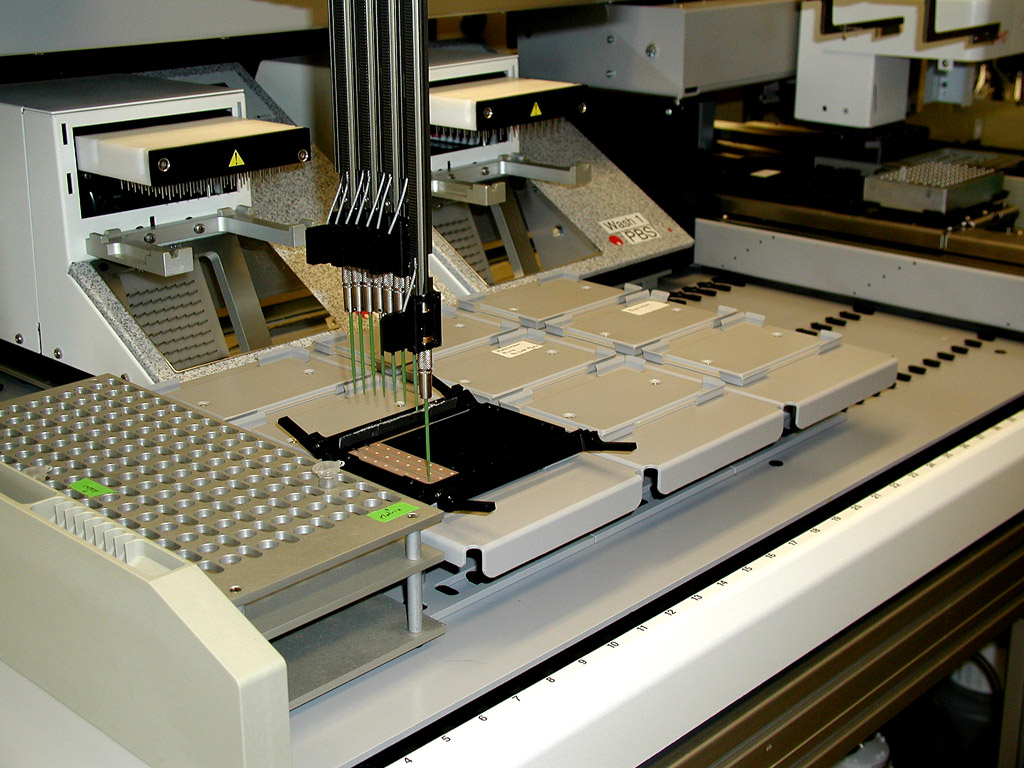
Preparación robótica de muestras para espectrometría de masas MALDI-TOF

La proteómica es el estudio a gran escala de las proteínas. Las proteínas son componentes esenciales de los organismos vivos, con muchas funciones. El proteoma
 es el conjunto completo de proteínas que un organismo o sistema produce o modifica. La proteómica permite la identificación de proteínas con sensibilidad, resolución y eficacia crecientes. Estas varían con el tiempo y los distintos requisitos, o presiones, que experimenta una célula u organismo. La proteómica es un dominio interdisciplinario que se ha beneficiado enormemente de la información genética de varios proyectos del genoma, incluido el Proyecto del Genoma Humano. Cubre la exploración de proteomas a partir del nivel general de composición, estructura y actividad de las proteínas. Es un componente importante de la genómica funcional. 
La proteómica generalmente se refiere al análisis experimental a gran escala de proteínas y proteomas, pero a menudo se usa específicamente para referirse a la purificación de proteínas y la espectrometría de masas.

## Historia y etimología
Los primeros estudios de proteínas, que podría considerarse proteómica, comenzaron en 1975, tras la introducción del gel bidimensional y el mapeo de las proteínas de la bacteria Escherichia coli.
La palabra proteoma es un acrónimo de proteína y genoma, y fue acuñada por Marc Wilkins en 1994 cuando era un estudiante Doctoral de la Universidad Macquarie. La Universidad Macquarie también fundó el primer laboratorio dedicado a proteómica en 1995.

## Complejidad del problema
Después de la genómica y la transcriptómica, la proteómica es el siguiente paso en el estudio de los sistemas biológicos. Es más complicado que la genómica porque el genoma de un organismo es más o menos constante, mientras que los proteomas difieren de una célula a otra y de vez en cuando. Los genes distintos se expresan en diferentes tipos de células, lo que significa que es necesario identificar incluso el conjunto básico de proteínas que se producen en una célula. 
En el pasado, este fenómeno se evaluó mediante análisis de ARN, pero se encontró que carece de correlación con el contenido de proteínas. Ahora se sabe que el ARNm no siempre se traduce en proteína, y la cantidad de proteína producida para una determinada cantidad de ARNm depende del gen desde el que se transcribe y del estado fisiológico actual de la célula. La proteómica confirma la presencia de la proteína y proporciona una medida directa de la cantidad presente.

### Modificaciones postraduccionales
Artículo principal: Post-transcriptional modification
La traducción del ARNm no solo causa diferencias, sino que muchas proteínas también están sujetas a una amplia variedad de modificaciones químicas después de la traducción. Las modificaciones postraduccionales más comunes y ampliamente estudiadas incluyen la fosforilación y la glicosilación. Muchas de estas modificaciones postraduccionales son críticas para la función de la proteína.

#### Fosforilación
Una de esas modificaciones es la fosforilación, que ocurre con muchas enzimas y proteínas estructurales en el proceso de señalización celular. La adición de un fosfato a aminoácidos particulares, más comúnmente serina y treonina mediada por serina-treonina quinasas, o más raramente tirosina mediada por tirosina quinasas, hace que una proteína se convierta en un objetivo para unirse o interactuar con un conjunto distinto de otras proteínas que reconocen el dominio fosforilado.
Debido a que la fosforilación de proteínas es una de las modificaciones de proteínas más estudiadas, muchos esfuerzos "proteómicos" están orientados a determinar el conjunto de proteínas fosforiladas en una célula o tipo de tejido en particular en circunstancias particulares. Esto alerta al científico sobre las vías de señalización que pueden estar activas en ese caso.

#### Ubiquitinación
La ubiquitina es una pequeña proteína que se puede fijar a ciertos sustratos proteicos mediante enzimas llamadas ubiquitina ligasas E3. Determinar qué proteínas son poliubiquitinadas ayuda a comprender cómo se regulan las vías de las proteínas. Este es, por tanto, un estudio "proteómico" legítimo adicional. De manera similar, una vez que un investigador determina qué sustratos están ubiquitinados por cada ligasa, es útil determinar el conjunto de ligasas expresadas en un tipo celular particular.

#### Modificaciones adicionales
Además de la fosforilación y ubiquitinación, las proteínas pueden someterse a (entre otras) metilación, acetilación, glicosilación, oxidación y nitrosilación. Algunas proteínas sufren todas estas modificaciones, a menudo en combinaciones dependientes del tiempo. Esto ilustra la complejidad potencial de estudiar la estructura y función de las proteínas.

### Las proteínas distintas se elaboran en entornos distintos
Una célula puede producir diferentes conjuntos de proteínas en diferentes momentos o en diferentes condiciones, por ejemplo, durante el desarrollo, la diferenciación celular, el ciclo celular o la carcinogénesis. Aumentando aún más la complejidad del proteoma, como se mencionó, la mayoría de las proteínas pueden sufrir una amplia gama de modificaciones postraduccionales.
Por lo tanto, un estudio de "proteómica" puede volverse complejo muy rápidamente, incluso si el tema de estudio es restringido. En entornos más ambiciosos, como cuando se busca un biomarcador para un subtipo de cáncer específico, el científico en proteómica podría optar por estudiar múltiples muestras de suero sanguíneo de múltiples pacientes con cáncer para minimizar los factores de confusión y tener en cuenta el ruido experimental. Por tanto, a veces se necesitan diseños experimentales complicados para explicar la complejidad dinámica del proteoma.

## Limitaciones de los estudios de genómica y proteómica
La proteómica proporciona un nivel de comprensión diferente al de la genómica por muchas razones:
- el nivel de transcripción de un gen da solo una estimación aproximada de su nivel de traducción en una proteína.[14] Un ARNm producido en abundancia puede degradarse rápidamente o traducirse de manera ineficaz, dando como resultado una pequeña cantidad de proteína.
- como se mencionó anteriormente, muchas proteínas experimentan modificaciones postraduccionales que afectan profundamente sus actividades; por ejemplo, algunas proteínas no son activas hasta que se fosforilan. Se utilizan métodos como la fosfoproteómica y la glicoproteómica para estudiar las modificaciones postraduccionales.
- muchas transcripciones dan lugar a más de una proteína, mediante empalmes alternativos o modificaciones postraduccionales alternativas.
- muchas proteínas forman complejos con otras proteínas o moléculas de ARN y solo funcionan en presencia de estas otras moléculas.
- la tasa de degradación de las proteínas juega un papel importante en el contenido de proteínas.[15]

Reproducibilidad. Un factor importante que afecta la reproducibilidad en los experimentos de proteómica es la elución simultánea de muchos más péptidos de los que pueden medir los espectrómetros de masas. Esto provoca diferencias estocásticas entre experimentos debido a la adquisición de péptidos trípticos dependiente de los datos. Aunque los primeros análisis de proteómica shotgun a gran escala mostraron una variabilidad considerable entre los laboratorios, presumiblemente debido en parte a las diferencias técnicas y experimentales entre los laboratorios, la reproducibilidad se ha mejorado en análisis de espectrometría de masas más recientes, particularmente en el nivel de proteínas y el uso de Espectrómetros de masas Orbitrap. En particular, la proteómica dirigida muestra una mayor reproducibilidad y repetibilidad en comparación con los métodos de gunshot, aunque a expensas de la densidad y la eficacia de los datos.

## Métodos de estudio de proteínas
En proteómica, existen múltiples métodos para estudiar proteínas. Generalmente, las proteínas pueden detectarse mediante el uso de anticuerpos (inmunoensayos) o espectrometría de masas. Si se analiza una muestra biológica compleja, se debe usar un anticuerpo muy específico en el análisis de transferencia de puntos cuantitativos (QDB) o se debe usar una separación bioquímica antes del paso de detección, ya que hay demasiados analitos en la muestra para realizar detección y cuantificación precisas.

### Detección de proteínas con anticuerpos (inmunoensayos)
Los anticuerpos contra proteínas particulares, o sus formas modificadas, se han utilizado en estudios de bioquímica y biología celular. Estas se encuentran entre las herramientas más comunes utilizadas por los biólogos moleculares en la actualidad. Existen varias técnicas y protocolos específicos que utilizan anticuerpos para la detección de proteínas. El ensayo inmunoabsorbente ligado a enzimas (ELISA) se ha utilizado durante décadas para detectar y medir cuantitativamente proteínas en muestras. El western blot puede usarse para la detección y cuantificación de proteínas individuales, donde en un paso inicial, una mezcla de proteínas compleja se separa usando SDS-PAGE y luego la proteína de interés se identifica usando un anticuerpo.
Las proteínas modificadas se pueden estudiar desarrollando un anticuerpo específico para esa modificación. Por ejemplo, existen anticuerpos que solo reconocen ciertas proteínas cuando están fosforiladas en tirosina, se conocen como anticuerpos fosfoespecíficos. Además, existen anticuerpos específicos para otras modificaciones. Estos pueden usarse para determinar el conjunto de proteínas que han sufrido la modificación de interés.
La detección de enfermedades a nivel molecular está impulsando la revolución emergente de diagnósticos y tratamientos precoces. Un desafío al que se enfrenta el campo es que los biomarcadores de proteínas para el diagnóstico temprano pueden estar presentes en muy poca abundancia. El límite inferior de detección con la tecnología de inmunoensayo convencional es el rango femtomolar superior ({\displaystyle 10^{-13}} M). La tecnología de inmunoensayo digital ha mejorado la sensibilidad de detección en tres registros, hasta el rango attomolar ({\displaystyle 10^{-16}} M). Esta capacidad tiene el potencial de abrir nuevos avances en el diagnóstico y la terapéutica, pero estas tecnologías se han relegado a procedimientos manuales que no son adecuados para un uso rutinario eficiente.

### Detección de proteínas sin anticuerpos
Si bien la detección de proteínas con anticuerpos sigue siendo muy común en biología molecular, también se han desarrollado otros métodos que no se basan en un anticuerpo. Estos métodos ofrecen varias ventajas, por ejemplo, a menudo pueden determinar la secuencia de una proteína o péptido, pueden tener un rendimiento mayor que los basados en anticuerpos y, a veces, pueden identificar y cuantificar proteínas para las que no existen anticuerpos.

#### Métodos de detección
Uno de los primeros métodos para el análisis de proteínas ha sido la degradación de Edman (introducida en 1967) en la que un solo péptido se somete a múltiples pasos de degradación química para resolver su secuencia. Estos primeros métodos han sido reemplazados principalmente por tecnologías que ofrecen un mayor rendimiento.
Los métodos implementados más recientemente utilizan técnicas basadas en espectrometría de masas, un desarrollo que fue posible gracias al descubrimiento de métodos de "ionización suave" desarrollados en la década de 1980, como la desorción / ionización láser asistida por matriz (MALDI) y la ionización por electrospray (ESI). Estos métodos dieron lugar a los flujos de trabajo de proteómica de arriba hacia abajo y de abajo hacia arriba, donde a menudo se realiza una separación adicional antes del análisis (ver más abajo).

#### Métodos de separación
Para el análisis de muestras biológicas complejas, se requiere una reducción de la complejidad de la muestra. Esto se puede realizar mediante separación unidimensional o bidimensional. Más recientemente, se han desarrollado métodos en línea en los que péptidos individuales (en enfoques proteómicos ascendentes) se separan usando cromatografía de fase inversa y luego se ionizan directamente usando ESI; el acoplamiento directo de separación y análisis explica el término análisis "en línea".

### Tecnologías híbridas
Existen varias tecnologías híbridas que utilizan la purificación basada en anticuerpos de analitos individuales y luego realizan análisis espectrométricos de masas para identificación y cuantificación. Ejemplos de estos métodos son el MSIA (inmunoensayo espectrométrico de masas), desarrollado por Randall Nelson en 1995, y el método SISCAPA (Captura estándar de isótopos estables con anticuerpos antipéptidos), introducido por Leigh Anderson en 2004.

### Metodologías de investigación actuales
La electroforesis en gel diferencial bidimensional de fluorescencia (DIGE 2-D) puede utilizarse para cuantificar la variación en el proceso DIGE 2-D y establecer umbrales estadísticamente válidos para asignar cambios cuantitativos entre muestras.
El análisis proteómico comparativo puede revelar el papel de las proteínas en sistemas biológicos complejos, incluida la reproducción. Por ejemplo, el tratamiento con el insecticida Triazofos provoca un aumento en el contenido de proteínas de la glándula accesoria masculina (Acps) del saltahojas marrón (Nilaparvata lugens (Stål)) que pueden transferirse a las hembras a través del apareamiento, provocando un aumento de la fecundidad (es decir, la tasa de natalidad). Para identificar cambios en los tipos de proteínas de las glándulas accesorias (Acps) y las proteínas reproductivas que los saltahojas hembras reciben de los saltahojas machos, los investigadores realizaron un análisis proteómico comparativo de hembras de N. lugens apareadas. Los resultados indicaron que estas proteínas participan en el proceso reproductivo de hembras y machos adultos de N. lugens.
El análisis de proteomas de Arabidopsis peroxisomes se ha establecido como el principal enfoque imparcial para identificar nuevas proteínas peroxisomales a gran escala.
Existen muchos enfoques para caracterizar el proteoma humano, que se estima que contiene entre 20.000 y 25.000 proteínas no redundantes. Es probable que el número de especies de proteínas únicas aumente entre 50.000 y 500.000 debido al empalme de ARN y eventos de proteólisis, y cuando también se considera la modificación postraduccional, se estima que el número total de proteínas humanas únicas varía en pocos millones.
Además, recientemente se informaron los primeros intentos prometedores de descifrar el proteoma de los tumores animales. Este método se utilizó como método funcional en la elaboración de perfiles de proteínas de Macrobrachium rosenbergii.

### Tecnologías proteómicas de alto rendimiento
La proteómica ha ido ganando impulso durante la última década con la evolución de varios enfoques. Pocos son nuevos y otros se basan en métodos tradicionales. Los métodos basados en espectrometría de masas y las micromatrices son las tecnologías más comunes para el estudio de proteínas a gran escala.

#### Espectrometría de masas y perfiles de proteínas
Artículo principal: espectrometría de masas
Hay dos métodos basados en espectrometría de masas que se utilizan actualmente para la elaboración de perfiles de proteínas. El método más establecido y extendido utiliza electroforesis bidimensional de alta resolución para separar proteínas de diferentes muestras en paralelo, seguido de la selección y tinción de proteínas expresadas diferencialmente para ser identificadas por espectrometría de masas. A pesar de los avances en 2-DE y su madurez, también tiene sus límites. La preocupación central es la incapacidad de resolver todas las proteínas dentro de una muestra, dado su rango dramático en el nivel de expresión y propiedades diferentes.
El segundo enfoque cuantitativo utiliza etiquetas de isótopos estables para marcar diferencialmente proteínas de dos mezclas complejas diferentes. Aquí, las proteínas dentro de una mezcla compleja primero se marcan isotópicamente y luego se digieren para producir péptidos marcados. A continuación, se combinan las mezclas marcadas, se separan los péptidos mediante cromatografía líquida multidimensional y se analizan mediante espectrometría de masas en tándem. Los reactivos de etiqueta de afinidad codificada por isótopos (ICAT) son las etiquetas de isótopos más utilizadas. En este método, los residuos de cisteína de las proteínas se unen covalentemente al reactivo ICAT, reduciendo así la complejidad de las mezclas omitiendo los residuos que no son de cisteína.
La proteómica cuantitativa que utiliza el marcado isotópico estable es una herramienta cada vez más útil en el desarrollo moderno. En primer lugar, se han utilizado reacciones químicas para introducir etiquetas en sitios o proteínas específicos con el fin de sondear funcionalidades proteicas específicas. El aislamiento de péptidos fosforilados se ha logrado utilizando marcaje isotópico y químicos selectivos para capturar la fracción de proteína entre la mezcla compleja. En segundo lugar, se utilizó la tecnología ICAT para diferenciar entre complejos macromoleculares parcialmente purificados o purificados, como el complejo de preiniciación de ARN polimerasa II y las proteínas complejadas con el factor de transcripción de levadura. En tercer lugar, el etiquetado ICAT se combinó recientemente con el aislamiento de cromatina para identificar y cuantificar las proteínas asociadas a la cromatina. Finalmente, los reactivos ICAT son útiles para el perfil proteómico de orgánulos celulares y fracciones celulares específicas.
Otro enfoque cuantitativo es el enfoque de etiqueta precisa de masa y tiempo (AMT) desarrollado por Richard D. Smith y sus compañeros de trabajo en Pacific Northwest National La.

#### Chips de proteína
Equilibrar el uso de espectrometría de masas en proteómica y en medicina es el uso de micromatrices de proteínas. El objetivo de las micromatrices de proteínas es imprimir miles de características de detección de proteínas  muestras biológicas. Las matrices de anticuerpos son un ejemplo en el que se disponen una serie de anticuerpos diferentes para detectar sus respectivos antígenos a partir de una muestra de sangre humana. Otro enfoque es la formación de múltiples tipos de proteínas para el estudio de propiedades como las interacciones proteína-ADN, proteína-proteína y proteína-ligando. Idealmente, las matrices proteómicas funcionales contendrían el complemento completo de las proteínas de un organismo dado. La primera versión de tales matrices consistió en 5000 proteínas purificadas de levadura depositadas en portaobjetos microscópicos de vidrio. A pesar del éxito del primer chip, la implementación de matrices de proteínas supuso un desafío mayor. Las proteínas son intrínsecamente mucho más difíciles de trabajar que el ADN. Tienen un amplio rango dinámico, son menos estables que el ADN y su estructura es difícil de conservar en portaobjetos de vidrio, aunque son esenciales para la mayoría de los ensayos. La tecnología ICAT global tiene ventajas sorprendentes sobre las tecnologías de chips de proteínas.

#### Microarrays de proteínas en fase inversa
Se trata de una nueva y prometedora aplicación de microarrays para el diagnóstico, estudio y tratamiento de enfermedades complejas como el cáncer. La tecnología fusiona la microdisección de captura láser (LCM) con la tecnología de microarrays, para producir microarrays de proteínas de fase inversa. En este tipo de micromatrices, toda la colección de proteínas en sí se inmoviliza con la intención de capturar varias etapas de la enfermedad dentro de un paciente individual. Cuando se usa con LCM, las matrices de fase inversa pueden monitorear el estado fluctuante del proteoma entre diferentes poblaciones de células dentro de un área pequeña de tejido humano. Esto es útil para perfilar el estado de las moléculas de señalización celular, entre una sección transversal de tejido que incluye tanto células normales como cancerosas. Este enfoque es útil para controlar el estado de factores clave en el epitelio prostático normal y en los tejidos del cáncer de próstata invasivo. A continuación, LCM diseca estos tejidos y los lisados de proteínas se distribuyen en portaobjetos de nitrocelulosa, que se sondaron con anticuerpos específicos. Este método puede rastrear todo tipo de eventos moleculares y puede comparar tejidos sanos y enfermos dentro del mismo paciente, lo que permite el desarrollo de estrategias de tratamiento y diagnóstico. La capacidad de adquirir instantáneas proteómicas de poblaciones de células vecinas, utilizando microarrays de fase inversa junto con LCM tiene una serie de aplicaciones más allá del estudio de tumores. El enfoque puede proporcionar información sobre la fisiología y patología normal de todos los tejidos y es invaluable para caracterizar los procesos y anomalías del desarrollo.

## Aplicaciones prácticas
Un avance importante derivado del estudio de genes y proteínas humanos ha sido la identificación de nuevos fármacos potenciales para el tratamiento de enfermedades. Esto se basa en la información del genoma y del proteoma para identificar proteínas asociadas con una enfermedad, que los programas informáticos pueden utilizar como objetivos para nuevos fármacos. Por ejemplo, si una determinada proteína está implicada en una enfermedad, su estructura 3D proporciona la información para diseñar fármacos que interfieran con la acción de la proteína. Una molécula que se adapta al sitio activo de una enzima, pero no puede ser liberada por la enzima, inactiva la enzima. Esta es la base de nuevas herramientas de descubrimiento de fármacos, cuyo objetivo es encontrar nuevos fármacos para inactivar proteínas implicadas en enfermedades. A medida que se encuentran diferencias genéticas entre los individuos, los investigadores esperan utilizar estas técnicas para desarrollar fármacos personalizados que sean más eficaces para el individuo.
La proteómica también se utiliza para revelar interacciones complejas planta-insecto que ayudan a identificar genes candidatos involucrados en la respuesta defensiva de las plantas a la herbivoría.

#### Interacción proteómica y redes de proteínas
La proteómica de interacción es el análisis de interacciones de proteínas desde escalas de interacciones binarias hasta proteomas o redes. La mayoría de las proteínas funcionan a través de interacciones proteína-proteína, y uno de los objetivos de la proteómica de interacción es identificar interacciones proteicas binarias, complejos proteicos e interactomas.
Hay varios métodos disponibles para analizar las interacciones proteína-proteína. Si bien el método más tradicional es el análisis de dos híbridos de levadura, un método emergente poderoso es la purificación por afinidad seguida de espectrometría de masas de proteínas usando cebos de proteínas etiquetadas. Otros métodos incluyen resonancia de plasmón de superficie (SPR), micromatrices de proteínas, interferometría de polarización dual, termoforesis a microescala y métodos experimentales como la presentación de fagos y métodos computacionales in silico.
El conocimiento de las interacciones proteína-proteína es especialmente útil con respecto a las redes biológicas y la biología de sistemas, por ejemplo, en cascadas de señalización celular y redes reguladoras de genes (GRN, donde el conocimiento de las interacciones proteína-ADN también es informativo). El análisis de las interacciones proteicas en todo el proteoma y la integración de estos patrones de interacción en redes biológicas más grandes es crucial para comprender la biología a nivel de sistemas.

#### Proteómica de expresión
La proteómica de expresión incluye el análisis de la expresión de proteínas a mayor escala. Ayuda a identificar las proteínas principales en una muestra particular y aquellas proteínas expresadas diferencialmente en muestras relacionadas, como tejido enfermo vs tejido sano. Si una proteína se encuentra solo en una muestra enferma, puede ser un objetivo de fármaco útil o un marcador de diagnóstico. Las proteínas con perfiles de expresión iguales o similares también pueden estar relacionadas funcionalmente. Existen tecnologías como 2D-PAGE y espectrometría de masas que se utilizan en la proteómica de expresión.

#### Biomarcadores
Artículo principal: Biomarcador
Los Institutos Nacionales de Salud han definido un biomarcador como "una característica que se mide y evalúa objetivamente como un indicador de procesos biológicos normales, procesos patógenos o respuestas farmacológicas a una intervención terapéutica".
Comprender el proteoma, la estructura y función de cada proteína y las complejidades de las interacciones proteína-proteína es fundamental para desarrollar las técnicas de diagnóstico y los tratamientos de enfermedades más eficaces en el futuro. Por ejemplo, la proteómica es muy útil en la identificación de biomarcadores candidatos (proteínas en los fluidos corporales que son valiosas para el diagnóstico), la identificación de los antígenos bacterianos que son el objetivo de la respuesta inmune y la identificación de posibles marcadores inmunohistoquímicos de enfermedades infecciosas o neoplásicas.
Un uso interesante de la proteómica es el uso de biomarcadores de proteínas específicos para diagnosticar enfermedades. Varias técnicas permiten analizar las proteínas producidas durante una enfermedad en particular, lo que ayuda a diagnosticar la enfermedad rápidamente. Las técnicas incluyen Western blot, tinción inmunohistoquímica, ensayo inmunoabsorbente ligado a enzimas (ELISA) o espectrometría de masas. La secretómica, un subcampo de la proteómica que estudia las proteínas secretadas y las vías de secreción mediante enfoques proteómicos, ha surgido recientemente como una herramienta importante para el descubrimiento de biomarcadores de enfermedades.

#### Proteogenómica
En proteogenómica, se utilizan tecnologías proteómicas como la espectrometría de masas para mejorar las anotaciones de genes. El análisis paralelo del genoma y el proteoma facilita el descubrimiento de modificaciones postraduccionales y eventos proteolíticos, especialmente cuando se comparan múltiples especies (proteogenómica comparativa.

#### Proteómica estructural
La proteómica estructural incluye el análisis de estructuras de proteínas a gran escala. Compara estructuras de proteínas y ayuda a identificar funciones de genes recién descubiertos. El análisis estructural también ayuda a comprender dónde se unen los fármacos a las proteínas y también muestra dónde interactúan las proteínas con cada uno. Este conocimiento se logra utilizando diferentes tecnologías, como la cristalografía de rayos X y la espectroscopia de RMN.

## Bioinformática para proteómica (informática de proteomas)
Gran parte de los datos de proteómica se recopilan con la ayuda de tecnologías de alto rendimiento, como la espectrometría de masas y microarrays. A menudo se necesitarían semanas o meses para analizar los datos y realizar comparaciones a mano. Por esta razón, los biólogos y químicos están colaborando con científicos informáticos y matemáticos para crear programas y una tubería para analizar computacionalmente los datos de proteínas. Utilizando técnicas bioinformáticas, los investigadores pueden realizar análisis y almacenamiento de datos más rápidos. Un buen lugar para encontrar listas de programas y bases de datos actuales es el portal de recursos bioinformáticos de ExPASy. Las aplicaciones de la proteómica basada en bioinformática incluyen medicina, diagnóstico de enfermedades, identificación de biomarcadores y muchas más.

### Identificación de proteínas
La espectrometría de masas y los microarrays producen información de fragmentación de péptidos pero no dan identificación de proteínas específicas presentes en la muestra original. Debido a la falta de identificación de proteínas específicas, los investigadores anteriores se vieron obligados a descifrar los propios fragmentos de péptidos. Sin embargo, actualmente hay programas disponibles para la identificación de proteínas. Estos programas toman la salida de secuencias de péptidos de espectrometría de masas y microarrays y devuelven información sobre proteínas similares o coincidentes. Esto se hace mediante algoritmos implementados por el programa que realizan alineaciones con proteínas de bases de datos conocidas como UniProt y PROSITE para predecir qué proteínas hay en la muestra con cierto grado de certeza.

### Estructura proteica
Artículo principal: predicción de la estructura de las proteínas
La estructura biomolecular forma la configuración 3D de la proteína. Comprender la estructura de la proteína ayuda a identificar las interacciones y la función de la proteína. Solía ser que la estructura 3D de las proteínas solo podía determinarse mediante cristalografía de rayos X y espectroscopia de RMN. A partir de 2017, la microscopía crioelectrónica es una técnica líder que resuelve dificultades con la cristalización (en cristalografía de rayos X) y la ambigüedad conformacional (en RMN); la resolución era de 2,2Å en 2015. Ahora, a través de la bioinformática, existen programas informáticos que, en algunos casos, pueden predecir y modelar la estructura de las proteínas. Estos programas utilizan las propiedades químicas de los aminoácidos y las propiedades estructurales de proteínas conocidas para predecir el modelo 3D de muestras de proteínas. Esto también permite a los científicos modelar las interacciones de las proteínas a mayor escala. Además, los ingenieros biomédicos están desarrollando métodos para tener en cuenta la flexibilidad de las estructuras de las proteínas para hacer comparaciones y predicciones.

### Modificaciones postraduccionales
La mayoría de los programas disponibles para el análisis de proteínas no están escritos para proteínas que han sufrido modificaciones postraduccionales. Algunos programas aceptarán modificaciones postraduccionales para ayudar en la identificación de proteínas, pero luego ignorarán la modificación durante el análisis de proteínas adicional. Es importante tener en cuenta estas modificaciones, ya que pueden afectar la estructura de la proteína. A su vez, el análisis computacional de modificaciones postraduccionales ha ganado la atención de la comunidad científica. Los actuales programas de modificación postraduccional son solo predictivos.  Químicos, biólogos e informáticos están trabajando juntos para crear e introducir nuevas tuberías que permitan el análisis de modificaciones postraduccionales que han sido identificadas experimentalmente por su efecto sobre la estructura y función de la proteína.

### Métodos computacionales en el estudio de biomarcadores de proteínas.
Un ejemplo del uso de la bioinformática y el uso de métodos computacionales es el estudio de biomarcadores de proteínas. Los modelos de predicción computacional han demostrado que durante el embarazo se produce un tráfico de proteínas feto-materno extenso y diverso y que puede detectarse fácilmente de forma no invasiva en la sangre entera materna. Este enfoque computacional sorteó una limitación importante, la abundancia de proteínas maternas que interfieren con la detección de proteínas fetales, al análisis proteómico fetal de la sangre materna. Los modelos computacionales pueden usar transcripciones de genes fetales previamente identificadas en sangre completa materna para crear una red proteómica integral del término neonato. Este trabajo muestra que las proteínas fetales detectadas en la sangre de la mujer embarazada se originan en un grupo diverso de tejidos y órganos del feto en desarrollo. Las redes proteómicas contienen muchos biomarcadores que son sustitutos del desarrollo e ilustran la posible aplicación clínica de esta tecnología como una forma de controlar el desarrollo fetal normal y anormal.
También se ha introducido un marco teórico de la información para el descubrimiento de biomarcadores, que integra información de biofluidos y tejidos. Este nuevo enfoque aprovecha la sinergia funcional entre ciertos biofluidos y tejidos con el potencial de resultados clínicamente significativos que no serían posibles si los tejidos y biofluidos se consideraran individualmente. Al conceptualizar el biofluido tisular como canales de información, el biofluido significativo los proxies se pueden identificar y luego utilizar para el desarrollo guiado de diagnósticos clínicos. Los biomarcadores candidatos se predicen luego en función de los criterios de transferencia de información a través de los canales de biofluidos tisulares. Se pueden utilizar relaciones importantes entre biofluido y tejido para priorizar la validación clínica de los biomarcadores.

## Tendencias emergentes
Varios conceptos emergentes tienen el potencial de mejorar las características actuales de la proteómica. Obtener la cuantificación absoluta de proteínas y monitorear las modificaciones postraduccionales son las dos tareas que impactan en la comprensión de la función de las proteínas en células sanas y enfermas. Para muchos eventos celulares, las concentraciones de proteínas no cambian; más bien, su función está modulada por modificaciones postraduccionales (PTM). Los métodos de monitorización de PTM son un área subdesarrollada en proteómica. La selección de un subconjunto particular de proteína para el análisis reduce sustancialmente la complejidad de la proteína, lo que la hace ventajosa para fines de diagnóstico donde la sangre es el material de partida. Otro aspecto importante de la proteómica, que aún no se ha abordado, es que los métodos de proteómica deben centrarse en el estudio de las proteínas en el contexto del medio ambiente. El uso cada vez mayor de reticuladores químicos, introducidos en las células vivas para fijar proteína-proteína, proteína-ADN y otras interacciones, puede mejorar este problema parcialmente. El desafío consiste en identificar métodos adecuados para preservar las interacciones relevantes. Otro objetivo del estudio de las proteínas es desarrollar métodos más sofisticados para obtener imágenes de proteínas y otras moléculas en células vivas y en tiempo real.

### Biología de sistemas
Los avances en la proteómica cuantitativa permitirían claramente un análisis más profundo de los sistemas celulares. Los sistemas biológicos están sujetos a diversas perturbaciones (ciclo celular, diferenciación celular, carcinogénesis, medio ambiente (biofísico), etc.). Las respuestas de transcripción y traducción a estas perturbaciones dan como resultado cambios funcionales en el proteoma implicado en respuesta al estímulo. Por lo tanto, describir y cuantificar los cambios en la abundancia de proteínas en todo el proteoma es crucial para comprender el fenómeno biológico de manera más integral, a nivel de todo el sistema. De esta manera, la proteómica puede verse como complementaria a la genómica, la transcriptómica, la epigenómica, la metabolómica y otros enfoques de la ómica en los análisis integradores que intentan definir los fenotipos biológicos de manera más completa. Como ejemplo, The Cancer Proteome Atlas proporciona datos cuantitativos de expresión de proteínas para aproximadamente 200 proteínas en más de 4.000 muestras de tumores con datos transcriptómicos y genómicos coincidentes de The Cancer Genome Atlas. Conjuntos de datos similares en otros tipos de células, tipos de tejidos y especies, particularmente utilizando espectrometría de masas de escopeta profunda, serán un recurso inmensamente importante para la investigación en campos como la biología del cáncer, la biología de células madre y del desarrollo, la medicina y la biología evolutiva.

### Proteoma de plasma humano
La caracterización del proteoma del plasma humano se ha convertido en un objetivo importante en el campo de la proteómica, pero también es el proteoma más desafiante de todos los tejidos humanos. Contiene inmunoglobulina, citocinas, hormonas proteicas y proteínas secretadas indicativas de infección además de proteínas hemostáticas residentes. También contiene proteínas de fuga tisular debido a la circulación sanguínea a través de diferentes tejidos del cuerpo. Por tanto, la sangre contiene información sobre el estado fisiológico de todos los tejidos y, combinado con su accesibilidad, hace que el proteoma sanguíneo sea invaluable para fines médicos. Se cree que caracterizar el proteoma del plasma sanguíneo es un desafío abrumador.
La profundidad del proteoma plasmático abarca un rango dinámico de más de 1010 entre la proteína más abundante (albúmina) y la más baja (algunas citocinas) y se cree que es uno de los principales desafíos para la proteómica. La dinámica temporal y espacial complica aún más el estudio del proteoma del plasma humano. El recambio de algunas proteínas es bastante más rápido que el de otras y el contenido de proteínas de una arteria puede variar sustancialmente del de una vena. Todas estas diferencias hacen que incluso la tarea proteómica más simple de catalogar el proteoma parezca fuera de alcance. Para abordar este problema, es necesario establecer prioridades. Capturar el subconjunto más significativo de proteínas entre todo el proteoma para generar una herramienta de diagnóstico es una de esas prioridades. En segundo lugar, dado que el cáncer está asociado con una glicosilación mejorada de proteínas, también serán útiles los métodos que se centren en esta parte de las proteínas. Nuevamente: el análisis multiparamétrico revela mejor un estado patológico. A medida que estas tecnologías mejoran, los perfiles de enfermedades deben estar continuamente relacionados con los respectivos cambios de expresión génica. Debido a los problemas mencionados anteriormente, la proteómica del plasma siguió siendo un desafío. Sin embargo, los avances tecnológicos y los desarrollos continuos parecen dar como resultado un resurgimiento de la proteómica plasmática, como lo demostró recientemente una tecnología llamada perfil de proteoma plasmático. Debido a tales tecnologías, los investigadores han sido capaces de investigar los procesos de inflamación en ratones, la heredabilidad de los proteomas plasmáticos y mostrar el efecto de un cambio de estilo de vida tan común como la pérdida de peso en el proteoma plasmático.

## Revistas
Numerosas revistas están dedicadas al campo de la proteómica y áreas relacionadas. Tenga en cuenta que las revistas que se ocupan de las proteínas suelen centrarse más en la estructura y la función, mientras que las revistas de proteómica se centran más en el análisis a gran escala de proteomas completos o al menos grandes conjuntos de proteínas. Algunos de los más importantes se enumeran a continuación (con sus editores).
- Molecular and Cellular Proteomics (ASBMB)
- Journal of Proteome Research (ACS)
- Journal of Proteomics (Elsevier)
- Proteomics (Wiley)

### Bases de datos de proteínas
| - Human Protein Atlas - Cardiac Organellar Protein Atlas Knowledgebase (COPaKB) - Human Protein Reference Database - Model Organism Protein Expression Database (enlace roto disponible en Internet Archive; véase el historial, la primera versión y la última). (MOPED) - National Center for Biotechnology Information (NCBI) - Protein Data Bank (PDB) | - Protein Information Resource (PIR) - Proteomics Identifications Database (PRIDE) - Proteopedia Proyecto de enciclopedia en 3D de proteínas y otras moléculas - Swiss-Prot - UniProt |

### Centros de investigación
- European Bioinformatics Institute
- Netherlands Proteomics Centre (NPC)
- Proteomics Research Resource for Integrative Biology (NIH)
- Global map of proteomics labs